# Yūji Kaku
Yūji Kaku (賀来ゆうじ?, Kaku Yūji; Tokyo, 20 dicembre 1984) è un fumettista giapponese.
Dopo aver lavorato come montatore, Kaku ha iniziato a lavorare come fumettista nel 2009, lavorando a Omoide zeikan, un one-shot pubblicato sulla rivista Jump Square. Nel 2013 ha pubblicato la sua prima serie, Fantasma. Dopo aver lavorato come assistente di Tatsuki Fujimoto, Kaku ha lanciato la sua seconda serie, Hell's Paradise - Jigokuraku, sulla rivista on-line Shōnen Jump+, la cui popolarità è cresciuta rapidamente.

## Biografia
Da bambino, Kaku trascorreva spesso del tempo dipingendo e praticando la scherma con suo cugino, Takeshi Tsuruno. Tsuruno ritiene che questa esperienza di combattimento con la spada abbia influenzato i lavori successivi di Kaku. Il fumettista ha iniziato a lavorare professionalmente con i manga nel 2007, quando ha iniziato a lavorare come editore per la rivista Weekly Shōnen Champion. Dopo aver lasciato la casa editrice Akita Shoten nel 2008, Kaku ha scritto un one-shot, intitolato Omoide zeikan, che è stato pubblicato su Jump Square nel 2009. Successivamente ha ricevuto una menzione d'onore al Jump Square Comic Grand Prix.  Nel 2013, Kaku ha iniziato la sua prima serie completa, Fantasma, che è stata serializzata su Jump Square fino all'anno successivo. Dal 2016 al 2018, Kaku ha lavorato come assistente di Tatsuki Fujimoto nella realizzazione del manga Fire Punch. 
Nel 2018, Kaku ha iniziato a pubblicare Hell's Paradise: Jigokuraku sul sito web Shōnen Jump+, dove è stato pubblicato fino al 25 gennaio 2021. La serie ha acquistato popolarità rapidamente diventando, ad agosto 2018, la serie più popolare presente sul sito. Nello stesso anno, si è anche classificata all'undicesimo posto al Next Manga Award nella categoria "web manga". Nell'edizione del 2019 della guida Kono Manga ga Sugoi!, la serie è stata una delle tre serie classificate al 16º posto nella lista delle migliori serie manga per lettori maschi. Dalla serie è inoltre stato realizzato un anime, che ha iniziato ad essere trasmesso il 22 aprile 2023. Nel 2021, Kaku ha iniziato a pubblicare, su Weekly Shōnen Jump, una nuova serie, Ayashimon, serializzata fino al 30 maggio 2022.

## Opere
- Omoide zeikan (おもいで税関?) (one-shot) (2009)
- Fantasma (ファンタズマ?) (2013–2014)
- Datsugoku hime (脱獄姫?) (one-shot) (2016)
- Evil Heart (イビルハート?) (one-shot) (2017)
- Hell's Paradise - Jigokuraku (地獄楽?, Jigokuraku) (2018–2021)
- Jigokuraku: utakata no yume (地獄楽 うたかたの夢?), in collaborazione con Sakaku Hishikawa (light novel) (2019)
- Ayashimon (アヤシモン?) (2021–2022)
- Jigokuraku tokubetsu-hen: mokke no mori (地獄楽 特別編 勿怪の森?) (one-shot) (2023)